# Daniel Ebenyo
Daniel Simiu Ebenyo, né le 18 septembre 1995, est un athlète kényan spécialiste des courses de fond.

## Biographie
En 2021, il est éliminé en série du 5 000 mètres des Jeux olympiques de Tokyo.
En 2022, Daniel Ebenyo termine au pied du podium du 3 000 mètres des championnats du monde en salle à Belgrade. Plus tard dans la saison, il remporte la médaille d'argent du 5 000 m aux championnats d'Afrique de Saint-Pierre, devancé par l'Éthiopien Hailemariyam Amare.

## Palmarès
| Date | Compétition                               | Lieu         | Résultat | Épreuve       | Temps          |
| ---- | ----------------------------------------- | ------------ | -------- | ------------- | -------------- |
| 2022 | Championnats du monde en salle            | Belgrade     | 4e       | 3 000 m       | 7 min 42 s 97  |
| 2022 | Championnats d'Afrique                    | Saint-Pierre | 2e       | 5 000 m       | 13 min 38 s 79 |
| 2022 | Championnats du monde                     | Eugene       | 10e      | 5 000 m       | 13 min 16 s 64 |
| 2022 | Jeux du Commonwealth                      | Birmingham   | 2e       | 10 000 m      | 27 min 11 s 26 |
| 2023 | Championnats du monde                     | Budapest     | 2e       | 10 000 m      | 27 min 52 s 60 |
| 2023 | Championnats du monde de course sur route | Riga         | 2e       | Semi-marathon | 59 min 14 s    |

## Records
| Épreuve  | Performance    | Lieu    | Date         |
| -------- | -------------- | ------- | ------------ |
| 5 000 m  | 12 min 55 s 88 | Lucerne | 9 juin 2021  |
| 10 000 m | 27 min 39 s 85 | Nairobi | 25 juin 2022 |